# Legia Oficerska (PSZ)
 Legia Oficerska na Środkowym Wschodzie – oddział wojskowy Polskich Sił Zbrojnych.
Legia Oficerska została sformowana w 1940, w obozie Latrun, w Palestynie, na podstawie rozkazu L.dz. 579/I/Tjn/40 dowódcy Brygady Strzelców Karpackich z 12 listopada 1940. W jej skład weszły nadwyżki oficerów zgrupowanych w Ośrodku Zapasowym SBSK. Służba w Legii była obowiązkowa dla podporuczników do lat 40 i poruczników oraz kapitanów do 45 lat.
21 grudnia 1940 dwie kompanie LO zostały przetransportowane do Egiptu, gdzie pełniły służbę wartowniczą. 1 kompania stacjonowała w Abukirze, a 2 kompania w Ditheili, gdzie ochraniały lotniska RAF. Na początku 1941 Legia, jako batalion strzelecki, przegrupowała się do Cyrenajki i pełniła służbę wartowniczą w rejonach Benghazi, Mersa-Matruh i Sidi Barrani. W lipcu 1941 roku cała legia ześrodkowała się w obozie El-Amiria.
Rozwiązana została na przełomie 1941 i 1942 roku. Część żołnierzy zdolnych do służby przeszła do oddziałów tworzącej się Armii Polskiej na Wschodzie.

## Dowództwo
- dowódca - płk Adam Epler - od lata 1941
- zastępca dowódcy - ppłk dypl. Jan Emisarski (po. dowódcy Legii w początkowym okresie)
- szef sztabu - mjr dypl. Tadeusz Bastgen

## Skład organizacyjny
- kompania dowodzenia – ppłk geogr. Stanisław Lechner
  - plutony: dowodzenia, łączności[a], artylerii, moździerzy
- 1 kompania strzelecka LO - mjr Marian Jasiński, ppłk dypl. Józef Kowalik[3]
- 2 kompania strzelecka LO - ppłk dypl. Leon Kolbuszewski
- 3 kompania strzelecka LO - ppłk dypl. Michał Talikowski
- 4 kompania wartownicza LO[b] - ppłk dypl. Tadeusz Zakrzewski (powstała we wrześniu 1941)

Stan legii 1 lutego 1941 wynosił: 227 oficerów. Uzbrojona była w karabiny angielskie Enfield i ckm typu Hotkins.

## Dekalog praw i obowiązków
Legia posiadała swój dekalog praw i obowiązków legionisty.
Podporucznicy i porucznicy spełniali rolę szeregowych, kapitanowie podoficerów, a majorowie zastępców dowódców kompanii lub dowódców plutonów specjalnych, podpułkownicy dowódców kompanii. Podporucznicy i porucznicy w czasie służby zakrywali dystynkcje oficerskie. Pensja oficerska przysługiwała każdemu legioniście w zależności od posiadanego stopnia. Żaden z oficerów Legii (łącznie z dowództwem) nie korzystał z pocztowych, a z własnych pieniędzy opłacał Arabów- służących. Każda kompania posiadała swój sąd honorowy i kasyno oficerskie.

## Symbole Legii
Sztandar

Sztandar, ufundowany przez uchodźców polskich w Palestynie, przekazali 29 czerwca 1941 delegacji wojska przedstawiciele kolonii polskiej z Latrun. 13 lipca 1941 roku w Agami, gen. Stanisław Kopański uroczyście przekazał znak bojowy żołnierzom Legii.
Na stronie głównej wykonanej z jednolitego materiału w kolorze amarantowym znajdował się napis „Honor i Ojczyzna”, na odwrotnej zaś na białym tle umieszczono wizerunek krzyża jerozolimskiego oraz napis: „Legia Oficerska w Egipcie”.
Obecnie sztandar Legii eksponowany jest w Instytucie Polskim i Muzeum im. gen. Sikorskiego w Londynie.
Odznaka 

Odznaka posiada kształt wydłużonego krzyża maltańskiego. Wykonana z mosiądzu, złocona i emaliowana, trzyczęściowa o wym. 56 x 46 mm. Pośrodku nałożony stylizowany orzeł z inicjałami „LO” na skrzydłach i krzyżem jerozolimskim na piersi. Pod orłem półksiężyc, nad nim daty 1940 - 1941. Części emaliowane odznaki: krzyż maltański - emalia czarna, gwiazdki na jego bocznych ramionach oraz półksiężyc - emalia szmaragdowa. Gwiazdy wraz z półksiężycem stanowiły herb. Orzeł srebrny, inicjały i krzyż - złote.